# Mary Beth Evans
Mary Beth Evans (Pasadena, 7 de março de 1961) é uma atriz estadunidense, mais conhecida por seu papel como Kayla Brady na soap opera Days of Our Lives da NBC, e seu papel como Sierra Estaban na novela As the World Turns da CBS.